# 8215-ös mellékút (Magyarország)
A 8215-ös számú mellékút egy viszonylag rövid, alig több mint egy kilométer hosszú, négy számjegyű mellékút Veszprém vármegye keleti részén. Hajmáskér és a környező települések számára biztosít összeköttetést az ezen a szakaszon már osztott pályás kiépítésű, majdhogynem autópálya-szintű közlekedést lehetővé tévő 8-as főúttal.

## Nyomvonala
A 8-as főútból ágazik ki, észak felé, Sóly és Hajmáskér határvonalán. Ugyanitt torkollik bele a főútba dél felől a 7216-os út, amelynek a 8215-ös korábban az egyenes folytatása lehetett; jelenleg azonban a 8-as főút ezen a szakaszon osztott pályás, így a 8215-össel ma már csak a Körmend irányában haladó forgalom találkozik közvetlenül. A Budapest irányába tartó forgalom eszerint csak úgy tud lehajtani a 8-asról a 8215-ös útra, hogy előbb a Sóly–Királyszentistván felé vezető 7216-os útra hajt le, és a 80 626-os átkötő ágon halad át a 8-as felett. (Hasonlóan történhet meg a Budapest felé történő felhajtás is a 8215-ös út felől a 8-as főútra).
Első métereitől kezdve hajmáskéri területen halad és nem is hagyja el a község területét. Észak felé indul, 600 méter után éri el a Séd hídját, majd az 1. kilométere közelében, gyors egymásutánban keresztezi a MÁV 27-es számú Lepsény–Hajmáskér-vasútvonalát és a 20-as számú Székesfehérvár–Szombathely-vasútvonalat, mindkettőt fénysorompós biztosítású, szintbeli átjárókkal. Kicsivel ezután beletorkollik a 8214-es útba, annak 5+200-as kilométerszelvénye közelében, és ott véget is ér.
Teljes hossza, az országos közutak térképes nyilvántartását szolgáló kira.gov.hu adatbázisa szerint 1,120 kilométer.